# Sistema gabaérgico
El sistema gabaérgico, GABA-érgico es el encargado de regular la inhibición en el sistema nervioso mamífero. El GABA es un neurotransmisor cuyo papel principal es la reducción de excitabilidad neuronal, «relajante» del sistema nervioso central.

## GABAérgico
Derivado del griego έργον (ergon, 'acción', ‘trabajo’) GABAérgico se refiere a la acción del neurotrasmisor GABA, siglas de ácido gamma-aminobutírico (ácido γ-aminobutírico).

Se refiere a acciones que aumentan la actividad del GABA.

Una sinapsis es GABAergica si utiliza GABA como neurotransmisor.

## Agente gabaérgico
Un agente o fármaco GABAérgico es un compuesto químico que se utiliza por sus acciones farmacológicas sobre los sistemas GABA.

En estos fármacos se incluyen agonistas del receptor GABA, antagonistas del receptor GABA, e inhibidores de la recaptación de GABA.

Los medicamentos moduladores gabaérgicos más conocidos son los ansiolíticos, como las benzodiazepinas.

El ácido γ-aminobutírico GABA inhibidor del sistema nervioso central (SNC) está implicado en la regulación alimentaria. La función del GABA para estimular o inhibir la ingesta alimentaria parece depender del tipo de receptor GABAA o GABAB al que se une, tipo de célula que inhibe o desinhibe, sustancia que se libera (orexigénica o anorexigénica) y estructura cerebral en la cual participa.